# ایده‌آل (نظریه حلقه‌ها)
یک ایده‌آل (به انگلیسی: ideal) در نظریه حلقه‌ها، که شاخه ای جبر مجرد است، یک «زیرمجموعه به‌خصوص» از اعضای یک حلقه است. ایده‌آل‌ها زیرمجموعه‌های معینی از اعداد صحیح مثل اعداد زوج یا اعداد مضارب ۳ را تعمیم می‌دهند. جمع و تفریق اعداد زوج، زوجیت را حفظ می‌کند، و همچنین ضرب یک عدد زوج با هر عدد صحیح دیگر، یک عدد زوج خواهد بود؛ این خاصیت‌های بسته‌بودن و جذبی، خواص تعریف کننده یک ایده‌آل هستند. از ایده‌آل می‌توان برای ساخت حلقه خارج‌قسمتی استفاده کرد، به همان روشی که در نظریه گروه‌ها، از یک زیرگروه نرمال برای ساخت یک گروه خارج‌قسمتی استفاده می‌شود.
از بین اعداد صحیح، ایده‌آل‌ها در تناظر یک به یک با اعداد صحیح نامنفی هستند: در این حلقه، هر ایده‌آل یک ایده‌آل اصلی است که شامل ضرایب یک عدد نامنفی است. با این حال، در دیگر حلقه‌ها، ایده‌آل‌ها در تناظر مستقیم با عناصر حلقه نیستند، و ویژگی‌های معین اعداد صحیح، وقتیکه به حلقه‌ها تعمیم داده شوند، به صورت طبیعی‌تر با ایده‌آل‌ها و نه عناصر حلقه، متصل می‌گردند. برای مثال، ایده‌آل‌های اول یک حلقه، مشابه اعداد اول بوده و قضیه باقیمانده چینی را می‌توان به ایده‌آل‌ها تعمیم داد. نسخه‌ای از تجزیه یکتا به اعداد اول برای ایده‌آل‌های دامنه ددکیند (نوعی حلقه که در نظریه اعداد اهمیت دارد) هم وجود دارد.
مفهوم مرتبط اما متفاوت، مفهوم ایده‌آل در نظریه ترتیب است که، از مفهوم ایده‌آل‌ها در نظریه حلقه‌ها منشأ گرفته‌است. یک ایده‌آل کسری نوعی تعمیم برای ایده‌آل است، از این رو به ایده‌آل‌های معمولی برای ابهام‌زدایی بهتر گاهی ایده‌آل‌های صحیح می‌گویند.

## تاریخچه
ایده‌آل‌ها اولین بار توسط ریچارد ددکیند در ۱۸۷۶ میلادی در ویرایش سوم کتابش با عنوان Vorlesungen über Zahlentheorie (رساله‌هایی در مورد نظریه اعداد) ارائه شدند. آن‌ها تعمیم مفهوم اعداد ایده‌آل بودند که توسط ارنست کومر توسعه یافته بودند. سپس این مفهوم توسط دیوید هیلبرت و به‌خصوص امی نوتر گسترش یافتند.

## تعاریف و انگیزه‌ها
برای یک حلقه دلخواه چون {\displaystyle (R,+,.)}، {\displaystyle (R,+,.)} را مجگروه جمعی آن در نظر بگیرید. زیرمجموعه ای چون {\displaystyle I} را ایده‌آل چپ حلقه {\displaystyle R} گویند اگر زیرمجموعه‌ای جمعی از {\displaystyle R} باشد که «ضرب عناصر {\displaystyle R} را از سمت چپ جذب کند»، یعنی {\displaystyle I} یک ایده‌آل چپ است اگر دو شرط زیر را ارضاء کند:
1. {\displaystyle (I,+)} یک زیرگروه از {\displaystyle (R,+)} باشد،
2. برای هر {\displaystyle r\in R} و هر {\displaystyle x\in I}، ضرب {\displaystyle rx} در {\displaystyle I} باشد.

یک ایده‌آل راست با جایگزینی شرط "{\displaystyle rx\in I}" با "{\displaystyle xr\in I}" تعریف می‌شود. یک ایده‌آل دوسویه ایده‌آل چپی است که هم‌زمان یک ایده‌آل راست هم باشد. برخی مواقع به ایده‌آل دو سویه صرفاً "ایده‌آل" گویند.